# Cartel del Fuego
El "Cartel del Fuego" es el nombre que se le da a un hecho ocurrido en Chile entre los años 2009 y 2015, cuando la Fiscalía Nacional Económica presentó ante el Tribunal de Defensa de la Libre Competencia una demanda contra las empresas Calquín Helicopters SpA (Calquín), Inaer Helicopter Chile S.A. (Inaer), y Pegasus South America Servicios Integrales de Aviación SpA (Faasa). La FNE acusó a dichas empresas por determinar condiciones de precios, comercialización y participación en distintos tipos de contratación, ya sea públicos o privados, con tal de adjudicarse contratos durante ese período de tiempo.
También la FNE acusó a sus dos principales ejecutivos: Ricardo Pacheco Campusano, vinculado a Fassa y Rodrigo Lizasoaín Videla, vinculado a Inaer y Calquín.
Entre los afectados estuvieron algunas empresas forestales privada e instituciones del Estado, tales como; Corporación Nacional Forestal (CONAF) y la Oficina Nacional de Emergencia del Ministerio del Interior (ONEMI).
En el requerimiento de la FNE, señala que: “La conducta de las requeridas ha afectado una actividad que puede poner en riesgo la vida de las personas y es particularmente relevante para el cuidado medioambiental y la preservación del patrimonio forestal de nuestro país”.

## Antecedentes
A principios de febrero de 2017 comenzó la investigación de la Fiscalía tras conocerse diversas informaciones de prensa en donde se había detectado un acuerdo en España entre empresas de combate y prevención de incendios forestales que generaron delitos en alteraciones de los precios en diversos tipos como concursos públicos, y falsedad de documentos, entre otros. Estos acuerdos fueron investigados en Italia, Francia, Portugal y Chile.
Luego de eso, se inició un allanamiento de las oficinas las cuales habían sido investigadas pudiendo reunir más antecedentes sobre las reuniones y comunicaciones que tenían los ejecutivos de estas empresas sobre la participación de cada una de ellas en el mercado afectado.
En la incautación se encontró un cuaderno lleno de apuntes y contenido de correos electrónicos entre ejecutivos. Estos fueron claves para dejar al descubierto la colusión de estas empresas, dándose a conocer el caso como "cartel del fuego".
Por otra parte, el economista y profesor de la Facultad de Economía y Negocios, Aldo González, dijo que todo partió por una investigación internacional donde las empresas que operan en Chile se coludieron en otras jurisdicciones: "Si la empresa está coludida en un mercado podría estarlo en otros. Esto no es nuevo. Puede no ser el único cartel internacional que opere en mercados locales", señaló.
El viernes 25 de septiembre del año 2020, el Tribunal Constitucional declaró admisible el requerimiento presentado en el caso Cartel del Fuego, donde la FNE presentó una demanda por colusión ante el Tribunal de Defensa de la Libre Competencia. Esta decisión se tomó luego de que se realizaran los alegatos correspondientes.

## Multas
La Fiscalía Nacional Económica solicitó al TDLC la aplicación de multas por 10.400 Unidades Tributarias Anuales que equivalen a más de $6.240 millones. Estas se distribuyen en 6.000 UTA para Fassa, 3.000 UTA para Inaer, 1.100 UTA para Calquín y 150 UTA para otros ejecutivos acusados.